# TrES-4b
TrES-4b és un planeta extrasolar i un dels exoplanetes més grans que s'ha trobat mai, després de WASP-12b, WASP-17b, CT Chamaeleontis b (encara que aquest pot ser un nan marró) i GQ Lupi b. Va ser descobert el 2006 i anunciat el 2007 pel Trans-Atlantic Exoplanet Survey, utilitzant el mètode trànsit. Es troba a uns 1.400 anys llum (430 pc) que orbita al voltant de l'estrella GSC 02620-00648, a la constel·lació d'Hèrcules.
TrES-4 gira al voltant de la seva estrella principal cada 3.543 dies i l'eclipsa quan es veu des de la Terra. El planeta és 0,919 vegades més massiu que Júpiter però 1.799 vegades el diàmetre, el planeta més gran mai trobat (juntament amb WASP-17b, trobat l'1 de maig de 2009), donant-li una densitat mitjana de només al voltant de 0,333 grams per centímetre cúbic, aproximadament el mateix que la lluna Metone de Saturn. Això va fer que TrES-4 sigui el planeta més gran conegut i el planeta amb la densitat més baixa coneguda en el moment del seu descobriment.
El radi orbital de TrES-4 és 0.05091 ua, donant-li una temperatura superficial prevista d'uns 1782 K. Això, per si mateix, no és suficient per explicar la baixa densitat del planeta. Actualment no se sap per què TrES-4 és tan gran. Les causes probables són la proximitat a una estrella mare que és 3-4 vegades més lluminosa que el Sol, així com la calor interna del planeta.
Un estudi de 2008 va concloure que el sistema GSC 06200-00648 (entre d'altres) és un sistema d'estrelles binàries que permet una determinació encara més precisa dels paràmetres estel·lars i planetaris.